# Люкке Ли
Ли Люкке Тимотей Закриссон (швед. Li Lykke Timotej Zachrisson; род. 18 марта 1986, Истад, лен Мальмёхус, Швеция), более известная как Лю́кке Ли (швед. Lykke Li) — шведская певица. Она выпустила пять студийных альбома: Youth Novels (2008), Wounded Rhymes (2011), I Never Learn (2014), So Sad So Sexy (2018) и Eyeye (2022).

## Биография
Люкке Ли родилась в 1986 году в городе Истад (провинция Сконе, Швеция). Её мать Черсти Стиеге была участницей девичьей панк-группы Tant Strul, прежде чем стала фотографом. Отец Йохан играл на гитаре в шведском ансамбле Dag Vag. Родители переехали в Стокгольм, а когда ей исполнилось шесть лет, они уехали в горы в Португалии, где прожили пять лет. Семья проводила время также в Лиссабоне и Марокко, а зимой — в Непале и Индии. В возрасте 19 лет Ли переехала на три месяца в бруклинский квартал Бушуик в Нью-Йорке. Она вернулась туда для записи альбома, когда ей был 21 год.
Её мини-альбом Little Bit, выпущенный в 2007 году, получил некоторый успех. О певице написали в музыкальном блоге Stereogum, описав её стиль как смесь соула, электро и «поп-музыки из сахарной пудры».
Дебютный студийный альбом Люкке Ли Youth Novels вышел в Скандинавии на лейбле LL Recordings 30 января 2008 года. Более широкий релиз в Европе состоялся в июне того же года, а два месяца спустя — в США. Пластинку спродюсировали Бьёрн Иттлинг из группы Peter Bjorn and John и Лассе Мортен.
Второй альбом певицы под названием Wounded Rhymes был выпущен в 2011 году. Третий альбом I Never Learn был выпущен 2 мая 2014 года. 8 июня 2018 года выпустила свой четвёртый альбом So Sad So Sexy.

## Дискография

### Альбомы
| Год                                                                          | Альбом         | Высшие места в чартах разных стран | Высшие места в чартах разных стран | Высшие места в чартах разных стран | Высшие места в чартах разных стран | Высшие места в чартах разных стран | Высшие места в чартах разных стран | Высшие места в чартах разных стран | Высшие места в чартах разных стран | Высшие места в чартах разных стран | Высшие места в чартах разных стран | Высшие места в чартах разных стран | Высшие места в чартах разных стран | Высшие места в чартах разных стран | Высшие места в чартах разных стран | Высшие места в чартах разных стран | Высшие места в чартах разных стран |
| Год                                                                          | Альбом         | SE                                 | NO                                 | DK                                 | IR                                 | BENL                               | FR                                 | NL                                 | CA                                 | US                                 | GB                                 | AT                                 | AU                                 | CH                                 | DE                                 | FI                                 | NZ                                 |
| ---------------------------------------------------------------------------- | -------------- | ---------------------------------- | ---------------------------------- | ---------------------------------- | ---------------------------------- | ---------------------------------- | ---------------------------------- | ---------------------------------- | ---------------------------------- | ---------------------------------- | ---------------------------------- | ---------------------------------- | ---------------------------------- | ---------------------------------- | ---------------------------------- | ---------------------------------- | ---------------------------------- |
| 2008                                                                         | Youth Novels   | 3                                  | 36                                 | —                                  | 75                                 | 56                                 | 143                                | 75                                 | —                                  | —                                  | —                                  | —                                  | —                                  | —                                  | —                                  | —                                  | —                                  |
| 2011                                                                         | Wounded Rhymes | 2                                  | 3                                  | 12                                 | 16                                 | 53                                 | 121                                | 47                                 | 19                                 | 36                                 | 37                                 | 53                                 | 30                                 | 38                                 | 44                                 | 18                                 | 26                                 |
| 2014                                                                         | I Never Learn  | 2                                  | 10                                 | 19                                 | 17                                 | —                                  | 60                                 | 60                                 | 17                                 | 29                                 | 33                                 | 50                                 | 38                                 | 25                                 | 43                                 | 24                                 | —                                  |
| 2018                                                                         | So Sad So Sexy |                                    |                                    |                                    |                                    |                                    |                                    |                                    |                                    |                                    |                                    |                                    |                                    |                                    |                                    |                                    |                                    |
| 2022                                                                         | Eyeye          |                                    |                                    |                                    |                                    |                                    |                                    |                                    |                                    |                                    |                                    |                                    |                                    |                                    |                                    |                                    |                                    |
| «—» означает, что альбом не попал в чарт или не был выпущен в данной стране. |                |                                    |                                    |                                    |                                    |                                    |                                    |                                    |                                    |                                    |                                    |                                    |                                    |                                    |                                    |                                    |                                    |

### Синглы
- «I’m Good, I’m Gone»[англ.] (2007)
- «Little Bit»[англ.] (2007)
- «Breaking It Up» (2008)
- «Tonight» (2009)
- «Get Some» (2010)
- «I Follow Rivers» (2011)
- «Sadness Is a Blessing» (2011)
- «Youth Knows No Pain» (2011)
- «I'm Waiting Here»[англ.] совместно с Дэвидом Линчем (2013)
- «Du är den ende» (2014)
- «No Rest for the Wicked»[англ.] (2014)
- «No One Ever Loved» (2014)
- «Gunshot» (2014)
- Never Gonna Love Again (2015)
- Unchained Melody (2017)
- Deep End (2018)
- Hard Rain (2018)
- Utopia (2018)
- Sex Money Feelings Die (2018)
- Two Nights (2018)